# Hard Times Cafe
Hard Times Cafe – kolektywnie zarządzana restauracja w dzielnicy Cedar-Riverside w Minneapolis w stanie Minnesota. Znana jest ze swoich powiązań z subkulturą punk i hippisowską, swojej swobodnej atmosfery i dużego wyboru wegetariańskiego i wegetariańskiego jedzenia. Jest otwarta 22 godziny na dobę, zamykana tylko między 4 a 6 rano.

## Historia
Hard Times zostało założone jako 24-godzinna kawiarnia w 1992 przez ośmiu pracowników The Cafe Expatriate, upadającej restauracji w tym samym miejscu. Pracując nad wizją miejsca, w którym wszyscy ludzie mogliby spotykać się, by napić się kawy i zjeść wegetariańskie jedzenie, przekształcili restaurację w to, co obecnie nazywa się Hard Times. Miejsce to jest podstawą dzielnicy na Zachodnim Brzegu i popularnym miejscem spotkań lokalnych artystów, muzyków, studentów i działaczy politycznych. Członek Rady Miasta Minneapolis Second Ward, Cam Gordon, w pierwszy wtorek rano każdego miesiąca, spędza otwarte godziny pracy w kawiarni.
Hard Times stanął w obliczu zamknięcia w styczniu 2000, kiedy to dokonano kilku aresztowań z powodu zażywania narkotyków. Właściciele dobrowolnie zamknęli lokal, ale przy próbie ponownego otwarcia napotkali na opór ze strony miasta. Właściciele spełnili wszystkie wymogi kodeksu sanitarnego i przeciwpożarowego niezbędne do ponownego otwarcia, ale odmówili podpisania umowy zobowiązującej ich do zamknięcia o 2 rano i wynajęcia licencjonowanego pracownika ochrony. W końcu osiągnięto kompromis, a Hard Times zamykał drzwi na dwie godziny każdej nocy.
W sierpniu 2007 Hard Times został zamknięty w celu przebudowy, po otrzymaniu zalecenia od inspektora sanitarnego, aby zaktualizować system wentylacyjny. Pierwotnie oczekiwano, że restauracja będzie zamknięta przez kilka tygodni, ale opóźnienia w dostawie, nieprzewidziane okoliczności i dodatkowe zalecenia miasta utrzymywały drzwi zamknięte przez trzy miesiące po planowanej dacie otwarcia. Kawiarnia otrzymała pomoc finansową od Seward Community Cafe, spółdzielni pracowniczej z Minneapolis. Kawiarnia została ponownie otwarta o północy 16 grudnia 2007 z nowym systemem wentylacji i innymi zalecanymi usprawnieniami.